# Andrzej Wilk (1940–2025)
Andrzej Bronisław Wilk (ur. 22 września 1940 w Mysłowicach, zm. 1 sierpnia 2025) – polski inżynier mechanik, profesor nauk technicznych, dziekan Wydziału Transportu PŚ (2002–2008).

## Życiorys
Był absolwentem Politechniki Krakowskiej im. Tadeusza Kościuszki, w 1970 r. obronił pracę doktorską, w 1981 r. habilitował się. W 1999 r. uzyskał tytuł profesora nauk technicznych.
Został pracownikiem naukowym w Ośrodku Badawczo-Rozwojowym Urządzeń Mechanicznych "OBRUM" sp. z o.o. i w Politechnice Śląskiej.
Pochowany na Cmentarzu przy ul. Francuskiej w Katowicach.